# De la natura
De la natura (en llatí: De rerum natura) és un poema didàctic de temàtica filosòfica i científica, escrit per Lucreci el segle i aC, que constitueix l'exposició més completa i coherent conservada de la filosofia i de la física epicúries. És, de fet, l'única obra coneguda i conservada d'aquest autor. Està dedicat a Gai Memmi i està estructurat en sis llibres, compostos en hexàmetres. L'objectiu principal del poema és el d'alliberar els homes de la por i del patiment, provinents de prejudicis i creences, explicant clarament les causes i el funcionament del cosmos, per a, així, assolir l'ataràxia.

## Història del text
Segons afirma Sant Jeroni, Lucreci va deixar un exemplar manuscrit inacabat abans de morir, del qual Ciceró va fer la revisió i la posterior edició. Aquesta informació sembla creïble tot i que en fa dubtar el fet que Ciceró era contrari a l'epicureisme. Tanmateix, Merril, tractadista de Lucreci, ha defensat que Ciceró no va tenir cap punt de contacte amb Lucreci i s'ha formulat la hipòtesi que potser la tradició de Ciceró com a editor prové d'una confusió amb el seu germà Quint, que Lachmann creu el veritable editor.
El poema s'ha conservat complet, a excepció d'algunes llacunes i transposició, i ens ha arribat a través de diferents manuscrits, que es divideixen en dos grups: el primer, més antic, format pels dos còdexs de Leiden, que presenten diferències importants, i fragments d'uns altres dos; el segon, constituït per la nombrosa família dels manuscrits italians, derivant tots d'un únic manuscrit: una còpia que Poggio Bracciolini va descobrir en un dels seus viatges en algun convent alemany o francès, i que va enviar després del 1414 al seu amic florentí Niccolò Niccoli, que en va fer una còpia que es guarda a la Biblioteca Laurenziana de Florència, a partir de la qual es van anar fent les edicions de Lucreci durant el Renaixement.
La principal diferència entre el primer i el segon grup de manuscrits és que el segon ofereix un text molt més fàcil de llegir i correcte, segurament gràcies a la tasca de correcció que hi van fer els humanistes, però que no refuta la idea que tots els manuscrits de Lucreci provenen d'un mateix, com mostraria la reconstrucció de l'arquetip de Lachmann.

## Contingut i estructura
El contingut, doncs, està estructurat en sis llibres, la totalitat dels quals resulten 7.415 versos.
El poema comença amb una invocació a Venus, la divinitat protectora de Roma i de la gens Memmia, que encarna el principi generador de la natura (la sexualitat) i simbolitza el plaer, cercat per l'epicureisme. L'autor li demana inspiració i li suplica per la pau, en el context d'una etapa convulsa. Seguidament, afirma que els déus no tenen cap participació en els afers humans, cosa que sembla entrar en contradicció amb la primera invocació. Aleshores exhorta Gai Memmi a seguir la seva explicació, que es comença a desenvolupar a continuació:
Els sis llibres, a la vegada, es poden repartir en una disposició temàtica simètrica de tres grups de parells:

### Llibres I i II
Desenvolupen la base de la física epicúria: els principis de l'atomisme:
- Llibre I: presenta dos axiomes: “res no sorgeix del no-res” (per tant, tot fenomen té una causa) i “res no torna al no-res”, a partir dels quals afirma que el món està format per dos elements: matèria i buit. El primer, el constitueix un nombre infinit de partícules invisibles, indivisibles i eternes que ho conformen tot: els àtoms, dels quals estableix els principis i les propietats.

- Llibre II: tracta el perpetu moviments dels àtoms (cossos primers) en el buit, que provoca la fusió o separació entre ells, donant lloc a cossos compostos[11] que adquireixen qualitats secundàries, com l'olor o el color. Les combinacions possibles d'àtoms produeixen la gran varietat d'objectes existents a l'univers.[12]

### Llibres III i IV
Exposen la psicologia humana epicúria:
- Llibre III: reconeix en la persona dos components interrelacionats: el principi vital o ànima (anima) i l'esperit o ment (animus), tots dos compostos igualment per elements materials, els àtoms, com qualsevol altra cosa de l'univers. Conseqüentment, la ment, com a part del cos, està subjecte a les lleis físiques i és, per tant, mortal.[13]

- Llibre IV: desenvolupa la teoria de la sensació, al llarg de la qual defensa l'origen material dels processos sensorials i la infal·libilitat dels sentits, com a font de tot coneixement segons l'epicureisme.

### Llibres V i VI
Tracten la cosmologia epicúria: la naturalesa del món i els seus fenòmens:
- Llibre V: parla del naixement i la mort del món. Explica la naturalesa dels cossos celestes com a independent de les divinitats i traça l'evolució de la civilització humana.

- Llibre VI: se centra en les causes naturals dels fenòmens atmosfèrics i terrestres, com ara els núvols, els llamps, els trons i els terratrèmols, i de les malalties; tot a partir de la teoria atòmica del moviment incessant dels àtoms en el buit.[14] Aquesta última part de les malalties dona peu a una darrera descripció de la pesta d'Atenes[15] com a exemple i al·legoria de la mort.

Així acaba el poema, amb una foscor xocant amb la lluminositat de les imatges i les intencions inicials, que podria donar suport a la teoria que l'obra està inacabada.

## Temes

### Idees postulades
Les idees que transmet el poema no són creades per Lucreci, sinó que són un trasllat de les d'Epicur:
El poema afirma l'eternitat de la matèria, formada per àtoms que es mouen en el buit. Tot allò que viu està destinat a morir, perquè a l'univers hi existeixen déus però són independents dels afers humans i naturals, ja que aquests no són creació seva sinó fruit de la combinació de partícules i moviments diversos. Així doncs, no es nega l'existència dels déus, sinó la seva participació i intervenció en la vida dels humans i el desenvolupament del món.
El coneixement humà sorgeix dels sentits, ja que la raó és fal·lible en les seves inferències. Aquests sentits recullen les dades de l'exterior i ajuden a cercar el plaer i evitar el dolor, com a principi fonamental que ha de guiar la conducta humana. El dolor, el patiment, provenen de la por, especialment de la por als déus i a la mort.
L'objectiu de Lucreci és el de traduir Epicur, d'una manera més o menys lliure, però en una forma literària que permeti l'accés d'aquells menys preparats. Les seves idees es poden emmarcar en els corrents de l'atomisme, el dualisme antropològic, l'empirisme i l'hedonisme ètic, tendències que han influït poderosament la història de la filosofia. Quant a la llibertat, es mostra contrari al determinisme, pel paper que atorga a l'atzar en la combinació dels àtoms i per la possibilitat de cada persona de triar accions que li aportin beneficis.
S'aprecia una forta influència del pensament d'Heraclit en la concepció del canvi constant, molt més accentuada que en Epicur, però per contra pren el concepte del no-res de Parmènides. El fet d'escollir una forma poètica també l'allunya del seu mestre, que rebutjava l'elaboració literària pel seu caràcter metafòric. Les descripcions del plaer, que evoquen el locus amoenus de la natura, són originals i s'associen a la recerca del saber i de la pau.

## Característiques

### Estil
Lucreci se centra en un estil clarificador, basat sobretot en la vivesa d'imatges i analogies extretes de la naturalesa i la història, sobretot descripcions metafòriques, que, entrellaçades amb el sil·logisme, constitueixen l'originalitat de Lucreci.
Tot i l'aspiració a un estil entenedor, es caracteritza per molts alts i baixos, i de tant en tant l'estil es mostra força repetitiu, poc variat; hi ha diverses dobles redaccions (potser a causa de la mort prematura del poeta, que en va impedir la redacció o revisió final).
El to de l'obra ve marcat per una gran força narrativa; es reflecteix l'entusiasme per ajudar a la humanitat, així com una crítica ferotge a la religió i, tot i que l'epicureisme no és pessimista, l'obra deixa entreveure certa malenconia, potser provinent del mateix caràcter de l'autor. Tanmateix, tot això es combina amb una anàlisi racional i objectiva, deixant clar quan exposa veritats comprovades i quan existeixen diferents possibilitats, mostrant-les totes i ensenyant-ne el grau de probabilitat de cadascuna.
Mostra una gran habilitat retòrica en l'estructuració de períodes i intenta crear una totalitat unitària i simètrica global de l'obra. La influència de la retòrica també es veu reflectida en les argumentacions, ja que utilitza diversos punts de vista per a defensar una idea.

### Llenguatge
Pel que fa a la llengua, Lucreci mostra una depurada tècnica de l'hexàmetre, que l'encamina cap a la perfecció tècnica de Virgili.
En certs aspectes, supera l'arcaisme d'Enni, com ara en la precisió, matís i claredat dels conceptes i en la innovació en el lèxic llatí, perquè desenvolupa un llenguatge filosòfic i científic que era incipient o inexistent aleshores, ja que és el primer autor a escriure filosofia en llatí. D'entre els procediments que utilitza per a la creació de vocabulari, destaquen la simple traducció de paraules gregues per les equivalents llatines, més o menys exactes, i la llatinització de paraules gregues, conservant-ne el significat.
Això no obstant, es pot apreciar un arcaisme en Lucreci amb relació a formes arcaiques de flexió i sintaxi o de recursos, excessivament abundants, com les al·literacions, les assonàncies, i les repeticions de síl·labes o de mots sencers; també se serveix d'una sintaxi complexa.

## Llegat
Inicialment, tan pel que fa a autors contemporanis com a autors de l'època imperial, l'obra de Lucreci resulta força silenciada: pel que fa a autors didàctics, com ara Virgili, no hi ha rastre de l'obra de Lucreci a excepció de breus apel·lacions o esments; i és que Virgili s'emmarca en un àmbit diferent, el que es podria anomenar una segona revitalització del gènere, més aviat de retorn als orígens grecs però amb un rerefons clarament polític.
Els arguments de l'obra són utilitzats pels cristians per a atacar els cultes i la religió pagana, però d'altra banda la seva teoria mecanicista és rebutjada.
Durant l'Edat Mitjana se’n perd pràcticament el rastre, fins que, al segle xv, és recuperat per Poggio Bracciolini i enviat a Florència, on té un impacte impressionant, sobretot en l'àmbit de les arts plàstiques, com exemplifiquen les pintures de Botticelli i, posteriorment, en l'àmbit del pensament, com mostren les idees revolucionàries de Giordano Bruno, influït per l'atomisme grec, a través de Demòcrit i Lucreci.
El moment més àlgid de la influència lucreciana és, però, al segle XVIII: interessa sobretot Goethe i influeix en Chénier, Byron, Leopardi i Browning, entre d'altres.
Aquesta influència de Lucreci en el camp del pensament, sobretot el científic, fins i tot actualment, queda recollida en el Somni de Lucreci de Martí Domínguez, en què es presenta Lucreci com a precursor del desenvolupament científic posterior, influint en l'evolucionisme darwinista. Domínguez en destaca la vigència per l'empenta al pensament empíric, en contra del fanatisme religiós.
Cal destacar la gran importància del paper d'aquesta obra per a l'encunyament d'un vocabulari filosòfic llatí, del qual és hereva la cultura occidental. La renovació de la llengua llatina que va dur a terme Lucreci va anar més enllà de la innovació terminològica, també va donar lloc a un nou gir a la física atòmica a través de la traducció de l'ἄτομος grec com a rerum primordia, semina rerum o corpora prima: va posar l'accent que els àtoms són el principi constitutiu de totes les coses, mentre que per a Epicur eren només el límit més enllà del qual no es podia avançar en la divisibilitat de la matèria.

### Traduccions deDe rerum natura

#### En català
- Lucreci. De la natura. Trad. Joaquim Balcells. Barcelona: Fundació Bernat Metge, 1923.
- Lucreci. De la natura. Trad. Miquel Dolç. Barcelona: Laia, 1986.

#### En castellà
- Lucrecio. De la naturaleza. Trad. E. Valentí. Barcelona: C.S.I.C., 1983.

#### En francès
- Lucrèce. De la nature. Trad. Alfred Ernout. Collection des Universités de France. Paris: Les Belles Lettres, 1967.

#### En anglès
- Lucretius. De rerum natura. Trans. W.H.D. Rouse. London: Heinemann, 1975.

#### En italià
- Lucrezio. De rerum natura. Trans. Milo De Angelis. Milano: Mondadori, 2022.